# 梅斯基塔 (米納斯吉拉斯州)
19°13′22″S 42°36′25″W / 19.22278°S 42.60694°W

梅斯基塔

梅斯基塔（葡萄牙語：Mesquita）是巴西的城鎮，位於該國東南部，由米納斯吉拉斯州負責管轄，始建於1923年9月7日，面積275平方公里，海拔高度352米，2013年人口6,084，人口密度每平方公里22.13人。